# Амортиканские грикффити
«Амортиканские грикффити» (англ. Amortycan Grickfitti) — пятый эпизод пятого сезона американского мультсериала «Рик и Морти». Сценарий к эпизоду написала Энн Лэйн, а режиссёром выступил Кёнг Хи Лим.
Название эпизода отсылает к фильму «Американские граффити» (1973).
Премьера эпизода состоялась 18 июля 2021 года в блоке Adult Swim на Cartoon Network. Эпизод посмотрели около 775 тысяч зрителей во время выхода в эфир.

## Сюжет
Джерри без своего ведома причиняет боль и впоследствии доставляет удовольствие адским демонам своей неуклюжестью, чтобы вернуть им долг, который Рик должен им. Поняв, что его используют в качестве клоуна, Джерри расстраивает демонов, которые убивают нескольких людей, и забирают его в ад. Бет и Рик спасают его, маскируясь под демонов и создавая «Инверсивный преобразователь антипатии», который стреляет шрапнелью, превращая удовольствие от боли в настоящую боль, и убивает многих демонов.
Между тем, Морти и Саммер пытаются произвести впечатление на нового ученика Брюса Чатбака, угоняя космический корабль и отправляясь на нём в приключения, но их останавливает ИИ корабля, который шантажирует их, заставляя отправиться в ещё более опасные для жизни приключения. Они пытаются остановить его, связав его с группой машин Чейнджформеров, но они вынуждены бежать, когда ИИ убивает Чейнджформеров. Морти, Саммер и Брюса арестовывают, но их спасает ИИ, возвращает домой и заставляет действовать так, как будто ничего не происходит. Брюс говорит, что, хотя он наслаждался ночью, он будет продолжать тусоваться с Морти и Саммер только в том случае, если у них будет хорошая репутация в школе.
В сцене после титров Брюс высмеивается в школе за то, что он носит старые джинсы, в то время как Морти и Саммер надеются, что он сможет найти утешение в своей собственной компании. Позже на Брюса нападают почтовые ящики, на которых Саммер ранее напала в их приключении.

## Отзывы
Зак Хэндлен из The A.V. Club дал эпизоду оценку B, заявив, что «шоу ещё не полностью потеряло свой мозг, и ни разу в „Амортиканских грикффити“ я не начал задаваться вопросом, выражает ли творческая команда явное презрение к своей аудитории … „Рик и Морти“ не сможет быть устойчивым навсегда, по крайней мере, в творческом плане, потому что ни одно шоу на самом деле не существует; но поскольку он будет оставаться прибыльным ещё долго после того, как потеряет искру, которая его двигала, мы в конечном итоге обнаружим, что застряли в движении, наблюдая за знакомыми сет-апами, которые вызывают только воспоминания о смехе, а не его самого». Стив Грин из IndieWire дал эпизоду оценку B+, заявив, что «„Амортиканские грикффити“ разделяет детей и родителей на параллельные истории, которые доказывают, насколько хорошо каждый из Смитов может добиться успеха самостоятельно, если ему будет предоставлена такая возможность».